# Kyrkvaktmästare
Kyrkvaktmästare, kyrkovaktmästare, kyrkvaktare eller kyrkväktare, är en befattning inom Svenska kyrkan. Det är inte ovanligt att tjänsten innehåller förrättningsskyldighet. Det finns ungefär 3 500 kyrk- och kyrkogårdsvaktmästare anställda i Svenska kyrkan. 
Arbetet är förlagt till en eller flera församlingars kyrkor. Det innebär ansvar för många av de praktiska momenten kring församlingens gudstjänster och kyrkliga handlingar som dop, konfirmation, vigsel och begravning. Ett stort mått av social kompetens och inblick i praktiskt själavårdande behövs även, eftersom man arbetar mycket med människor i olika livssituationer. Som titeln antyder, så ingår det även i yrket att "vakta" (värna) kyrkans inventarier, traditioner och frid.
Kyrkvaktmästare kan lätt uppfattas som kyrkogårdsarbetare – som är en annan tjänst inom kyrkan. I mindre församlingar är det dock ofta en och samma person som ansvarar för såväl kyrkans som kyrkogårdens skötsel.

## Arbetsuppgifter

### I kyrkan
- Iordningställande av kyrkorummet för gudstjänster och kyrkliga handlingar.
- Skötsel av ljud- och ljusanläggningar.
- Ansvar för att värme- och ventilationsanläggningar.
- Ansvar för klockringningen.
- Visning av kyrkan för besökare, brudpar, dopfamilj och inför begravningar.
- Guida i församlingens kyrkor, både för skolklasser och enskilda/mindre grupper.
- Skötsel och rengöring av kyrkliga textilier.
- Inköp av förbrukningsartiklar, till exempel stearinljus, nattvardsvin och oblater.
- Tillsyn över fastighetsbestånd och tillsyn över inkallade hantverkare.
- Städning och enklare reparationer kan även ingå i arbetsuppgifterna.
- Ansvara för bisättningslokal och korrekt transport, visning, gravsättning av stoft.
- Arbetsledning över timvikarier och feriearbetare.

### På kyrkogården
- Skötsel av grönytor
- Skötsel av planteringar
- Grävning och höljning av gravar.

## Finlands evangelisk-lutherska kyrka
Finlands evankgelisk-lutherska kyrka har även befattning av Kyrkvaktmästaren/vaktmästaren. Till kyrkvaktmästerens arbetet hör att ställa i ordning utrymmena inför gudstjänster, dop, vigslar eller jordfästningar. I en del församlingar sköter kyrkvaktmästaren också vaktmästaruppgifter. Ofta är kyrkvaktmästaren den första anställda i kyrkan, som  tar emot de som kommer till församlingens evenemang och tar hand om de praktiska arrangemangen.
Utbildningen till kyrkvaktmästare är en yrkesexamen i församlings- och begravningsservice. Utbildningens kompetensområde för församlingstjänst utvecklar det specialkunnande som behövs i arbetet.  På svenska kan man studera vid Seurakunaopisto-Kredu i Nykarleby.

## Historia
Kyrkväktaren var från 1400-talet en funktionär i en församling, vilken övervakade kyrkan, skötte byförvaltningen och var sockendomare. Kyrkväktaren blev inom den lutherska kyrkan 1593 en ordinarie kyrkobetjänt som hade tillsyn över inventarierna, snyggheten och ordningen i kyrkan. Han skulle också biträda klockaren vid skötseln av gravgården och vid barnens undervisning. Kyrkväktarens uppgift att väcka dem som sov under gudstjänsten med en kyrkstöt har föranlett benämningar som ”väckare” och ”kyrkstöt”. Under senare delen av 1800-talet började kyrkväktaren kallas kyrkvaktmästare. Kyrkvaktare fanns också i lutherska församlingar i Gamla Finland 1723–1811/12.